# Grupos de operaciones especiales
Pour les articles homonymes, voir Groupe d'opérations spéciales et GOE.
Les Groupes d'opérations spéciales ou GOE (Grupo de Operaciones Especiales) est l'unité des forces spéciales de l'armée de terre espagnole. Cette unité ne doit pas être confondue avec le Grupo especial de operaciones (ou Groupe spécial des opérations) ou les Grupos operativos especiales de seguridad (es) (Groupes opérationnels spéciaux de sécurité) qui sont des forces de police.
Leur mission initiale est d'effectuer des opérations de contre-guérilla. Néanmoins, les GOE sont principalement employés dans des missions d'infiltration par tous les moyens, d'observation et de renseignement derrière les lignes ennemies, par petites unités (6 hommes en général). Ils sont aussi employés pour des opérations d'évacuations de ressortissants ou d'extraction de personnes.

## Organisation
Les GOE ou Groupes d'opérations spéciales sont au nombre de trois. Ceux-ci sont ensuite divisés en compagnies dénommées COE (Compañia de operaciones especiales). Chaque groupe dispose d'une unité, dite Plana, formée d'officiers, de sous-officiers et de soldats chargés de l'appui et du soutien logistique des compagnies opérationnelles.

### Grupo de Operaciones Especiales "Valencia" III
Initialement, le GOE III a été formé à partir du régiment d'infanterie Valencia III. Il est le premier groupe à s'installer dans le quartier Alférez Rojas Navarrete (ou Rabassa) à Alicante.
Il se compose des compagnies 31, 32 ainsi que de la compagnie Plana. Cette dernière a été transformée pour devenir la compagnie de commandement du Commandement des opérations spéciales.
Le GOE III a été déployé en Bosnie-Herzégovine, au Kosovo et en Irak. Il a aussi participé à l'assaut de l'îlot Persil en 2002.

### Grupo de Operaciones Especiales "Tercio del Ampurdán" IV
Le GOE IV a été créé en 1987 par l'unification à Barcelone des COE (compagnies des opérations spéciales) n°41 et 42. Il portait alors le nom de "Almogávares".
En 2001, il s'est installé à Alicante.

### Grupo de Operaciones Especiales "Maderal Oleaga" XIX
Le GOE XIX est l'unité des opérations spéciales de la Légion espagnole. Auparavant dénommé Bandera de operaciones especiales de la Legión (BOEL), il a déménagé en 2002 pour rejoindre Alicante où il prit son appellation actuelle. Ce nom est dû à Juan Maderal Oleaga, un légionnaire qui fut décoré de la Croix de la valeur de San Fernando (Cruz Laureada de San Fernando) pour son action lors du combat de Edchera.
Le GOE XIX a été déployé en Bosnie-Herzégovine, au Kosovo, en Albanie et en Irak et sur l'îlot Persil à la suite d'une crise diplomatique avec le Maroc en 2002.

## Histoire des GOE
GOE I créé en 1979 dissous en 1996
GOE II créé en 1985 dissous en 1998
GOE III créé en 1984
GOE IV créé en 1987
GOE V créé en 1986 dissous en 1996
GOE VI créé en 1988 dissous en 1996
GOE XIX créé en 1985